# Penambangan (Semanding)
Penambangan is een bestuurslaag in het regentschap Tuban van de provincie Oost-Java, Indonesië. Penambangan telt 5707 inwoners (volkstelling 2010).